# Ширмал
Ширмал (перс./урду: شیرمال‎, хинди शीरमल), также пишется как шермал, представляет собой традиционную лепешку со вкусом шафрана, которую едят в Иране и на Индийском субконтиненте. Слово ширмал происходит от персидских слов شیر (транслит. sheer), означающее молоко, и مالیدن (транслит. malidan), означающее тереть. В дословном переводе ширмал означает натёртое молоко. Возникнув в Персии, он был завезён в Северную Индию императорами Великих Моголов в средневековый период. Он стал деликатесом Лакхнау, Хайдарабада и Аурангабада. Он также является частью кухни Авадхи, и его едят в Старом Бхопале и Пакистане.

## Подготовка

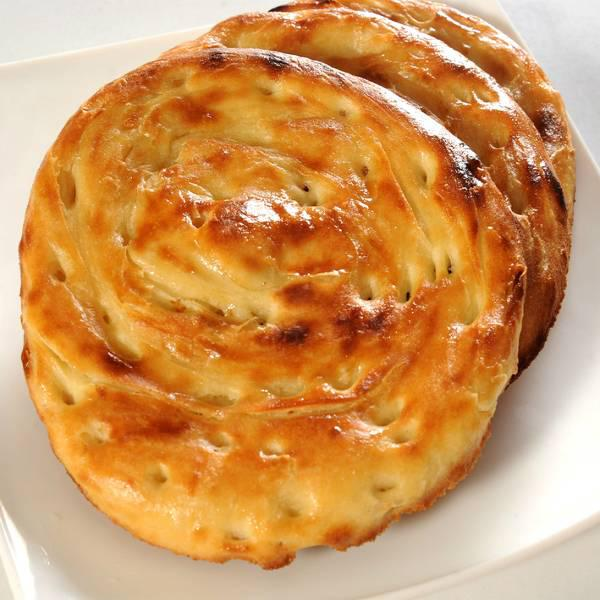
Ширмал из Ирана.

Ширмал — это слегка сладкий наан, приготовленный из майды, заквашенной на дрожжах, запеченный в тандыре или духовке. Ширмал традиционно готовили как роти. Сегодня ширмал готовят так же, как наан. Тёплую воду в рецепте наана роти заменили тёплым молоком, подслащённым сахаром и приправленным шафраном и кардамоном. Конечный продукт напоминает датское тесто.
В Иране есть небольшие региональные различия в приготовлении ширмала. Поэтому его иногда продают в качестве сувенира при поездках между регионами.
В Индии, особенно в городе Лакхнау, ширмал иногда подают с кабабом, тиккией или вместе с нихари.